# Pregnant mare serum gonadotrophin
Pregnant mare serum gonadotrophin of PMSG is een glycoproteïne, dat door merries vanaf de 40e dag van de dracht wordt geproduceerd. De synthese vindt in de endometrial cups plaats. De aanmaak van PMSG gaat ongeveer 90 dagen door, ongeacht of de merrie nog drachtig is of niet.
PMSG heeft zowel een FSH als LH werking en zorgt hierdoor voor secundaire ovulaties en een in stand houden van de dracht. 
Een drachtdiagnose kan met behulp van PMSG gesteld worden. De test kan een fout-positief resultaat opleveren in geval van vroeg-embryonale sterfte.
Een andere naam voor PMSG is Equine Chorion Gonadotrophin (ECG).